# Lucie Dolène
Lucie Dolène est une comédienne et chanteuse française née le 17 juin 1931 à Damas (Syrie) et morte le 9 avril 2020 à Noisy-le-Grand (France).
Après une importante carrière dans l'opérette, elle se tourna vers le doublage, prêtant notamment sa voix à Blanche-Neige et Mme Samovar dans La Belle et la Bête chez Disney. Son autobiographie, coécrite avec Grégoire Philibert, est publiée en 2021 aux Éditions L'Harmattan.

## Biographie

### Jeunesse et études
De son vrai nom Lucienne Chiaroni, Lucie Dolène naît à Damas en Syrie (alors sous mandat français) où son père est en poste.

### Carrière
Découverte par Joseph Canteloube, Lucie Dolène enregistre ses Chants d'Auvergne intitulées initialement Chants de la France) en 1949-1950 sous le pseudonyme de « Lucie Daullène » — du nom du village de son père, Aullène — qu'elle changera pour Lucie Dolène en 1954. Elle joue ensuite dans des comédies musicales avec Luis Mariano et Les Frères Jacques. Mais ce qui fait incontestablement sa notoriété, ce sont ses tours de chant comiques dont le morceau de bravoure reste son détournement de la célèbre chanson La Seine.
Ses qualités d'actrice lui permettent de trouver des rôles au théâtre, notamment dans Le noir te va si bien (1975). Pour le cinéma, elle tourne entre autres dans Diesel sous la direction de Robert Kramer. En 1984, elle anime une émission de cuisine pour la jeunesse, Les Recettes de Loula, diffusée dans Vitamine (avec le refrain culte : « J'ai faim ! Moi aussi, ça tombe bien »).
Elle entame une activité de doublage dès les années 1950, prêtant notamment sa voix à Debbie Reynolds dans la version française de Chantons sous la pluie. Sa voix claire de soprano est repérée pour le nouveau doublage de Blanche-Neige et les Sept Nains en 1962. Elle participe par la suite à de nombreux films (Mme Samovar dans La Belle et la Bête en 1991) et séries d'animation (Zouzou dans La Maison de Toutou en 1967, Candy, Lady Oscar, etc.). On peut aussi l'entendre dans les séries Amour, Gloire et Beauté (Sally Spectra) et Will et Grace (Bobbi Adler, la mère de Grace).

### Procès contre Disney
En 1993, lorsque Disney commercialise en VHS Blanche-Neige et les Sept Nains, Lucie Dolène intente une action en justice contre la Walt Disney Company pour obtenir des droits sur l'utilisation de sa voix, action emblématique du combat des comédiens de doublage.
Elle remporta son procès et Disney lui paya tous les droits sur ses chansons.
La compagnie Disney remplace dès 2000 sa voix sur Le Livre de la jungle et La Belle et la Bête, et renouvelle entièrement le doublage de Blanche-Neige en 2001.
En 1997, Pierre Huyghe tire un court-métrage documentaire de cette histoire, intitulé Blanche-Neige Lucie.

### Dernières années
Lucie Dolène se retire peu à peu des studios au début des années 2010.
Elle meurt à l'âge de 88 ans le 9 avril 2020 à Noisy-le-Grand (Seine-Saint-Denis). Elle est inhumée au cimetière ancien de la même ville auprès de son époux Jean Constantin décédé 23 ans plus tôt.

### Famille
Lucie Dolène épouse l'auteur-compositeur-interprète Jean Constantin. Le couple aura trois enfants :
- Olivier, notamment chanteur du générique de la série d’animation télévisée Cobra ;
- François, percussionniste et chanteur ;
- Virginie, chanteuse sous le pseudonyme de Virginia Constantine.

## Théâtre
- 1952 : Schnock opérette de Marc-Cab et Jean Rigaux, musique de Guy Lafarge, mise en scène Alfred Pasquali, théâtre des Célestins, puis à L'Européen
- 1955 : Chevalier du ciel, opérette de Paul Colline, musique de Jacques-Henry Rys et Henri Bourtayre, mise en scène Jacques-Henri Duval, Gaîté-Lyrique
- 1956 : La Belle Arabelle, opérette de Marc-Cab et Francis Blanche, musique Guy Lafarge et Pierre Philippe, mise en scène Yves Robert, théâtre de la Porte-Saint-Martin
- 1970 : L'Amour masqué, comédie musicale de Sacha Guitry et André Messager, mise en scène Jean-Pierre Grenier, théâtre des Célestins
- 1973-1974 : Le noir te va si bien de Jean Marsan d'après Saul O'Hara, mise en scène Jean Le Poulain, théâtre Antoine puis tournée
- 1982 : Paris by Night, comédie musicale de Marcel Mouloudji, mise en scène Guy Kayat, théâtre 71
- 1983 : Mère Courage et ses enfants de Bertolt Brecht, mise en scène Guy Kayat, théâtre 71

## Filmographie

### Cinéma
- 1985 : Diesel de Robert Kramer : la gardienne de prison.
- 1955 : Frou Frou : voix chantée d'Antoinette Dubois dite « Frou Frou » (Dany Robin)

### Télévision

#### Téléfilms
- 1957 : Il faut marier Maman d'André Hugues : Liliane
- 1958 : Là-haut de Jean-Paul Carrère : Emma Chanterelle
- 1960 : Le Sire de Vergy de Claude Loursais : Mitzy/Adèle
- 1960 : Un de la Canebière de Guy Lessertisseur : Francine
- 1961 : Au pays du soleil d'Henri Spade : Miette
- 1961 : Monsieur Antoine de Guy Lessertisseur : Bébé/Chanteuse
- 1963 : Je connais une blonde de Georges Folgoas : chanteuse dans la mercerie
- 1972 : Le Voleur de riens : Élise « Marie-Antoinette » Plantival
- 1975 : Le Tour du monde en 80 jours : Nakahira

#### Séries télévisées
- 1960 : Rue de la Gaîté (TV) : elle-même

#### Émissions télévisées
- 1975 : Au théâtre ce soir : Le noir te va si bien de Jean Marsan d'après Saul O'Hara, mise en scène Jean Le Poulain, réalisation Pierre Sabbagh, théâtre Édouard-VII
- 1983 : Vitamine : Loula

## Doublage
Note : les dates inscrites en italique correspondent aux sorties initiales des films dont Lucie Dolène a assuré le redoublage ou le doublage tardif.

### Cinéma

#### Films
- Debbie Reynolds :
  - 1953 : Chantons sous la pluie : Kathy Selden (chants)
  - 1962 : La Conquête de l'Ouest : Lilith « Lily » Prescott (chants)
- 1957 : Les Girls : Joy Henderson (Mitzi Gaynor) (chants)
- 1966 : Les Plaisirs de Pénélope de Arthur Hiller : Penelope Elcott  (Natalie Wood)
- 1968 : Oliver ! de Carol Reed : Oliver (Mark Lester) (Dialogues) et Le Renard (Jack Wild)
- 1969 : L'Arbre de Noël de Terence Young : Pascal Ségur (Brook Fuller)
- 1984 : Splash de Ron Howard : Mme Stimler  (Dody Goodman)
- 1986 : Nobody's Fool de Evelyn Purcell : Pearl (Louise Fletcher)
- 1995 : Apollo 13 de Ron Howard : Blanche Lovell (Jean Speegle Howard)
- 2007 : Hot Fuzz de Edgar Wright : Joyce Cooper (Billie Whitelaw)
- 2010 : Very Bad Cops d'Adam McKay : Mama Ramos (Viola Harris)
- 2010 : Vous allez rencontrer un bel et sombre inconnu : Cristal Delgiorno (Pauline Collins)

#### Films d'animation
- 1937 : Blanche-Neige et les Sept Nains de Walt Disney : Blanche-Neige (2e doublage, 1962)
- 1940 : Pinocchio de Walt Disney : Poupées hollandaise et French Cancan (2e doublage, 1975)
- 1964 : Les Aventures de Yogi le nounours de Joseph Barbera et William Hanna : Cindy
- 1967 : Le Livre de la jungle de Walt Disney : Shanti (1re voix[b])
- 1969 : Tintin et le Temple du Soleil de Raymond Leblanc et Eddie Lateste : Zorrino
- 1970 : Aladin et la Lampe merveilleuse de Jean Image : la princesse
- 1973 : Le Petit Monde de Charlotte de Charles A. Nichols et Iwao Takamoto : Françoise
- 1978 : Anne et Andy de Richard Williams: Anne
- 1986 : Les Aventures d'Oliver Twist : Mme Mann / la mère d'Oliver
- 1987 : Le Piano magique de Sparky : Mlle Picket
- 1990 : Le Prince Casse-noisette de Paul Schilbi : Trudy
- 1991 : La Belle et la Bête de Gary Trousdale et Kirk Wise : Mme Samovar (1er doublage)
- 1997 : Anastasia de Don Bluth et Gary Goldman : l'impératrice douairière Marie
- 1997 : Le Cygne et la Princesse 2 de Richard Rich : Bridget
- 2001 : Chicken Run de Peter Lord et Nick Park : Babette
- 2002 : Huit nuits folles d'Adam Sandler de Seth Kearsley : Eleanore Duvall (Adam Sandler)
- 2003 : Le Petit Dinosaure : Les Longs-Cous et le Cercle de lumière de Charles Grosvenor : Sue (Bernadette Peters)
- 2006 : Piccolo, Saxo et Compagnie de Marco Villamizar et Éric Gutierrez : Contrebasse
- 2006 : Les Rebelles de la forêt de Jill Culton, Roger Allers et Anthony Stacchi (en) : Bobbie (Georgia Engel)
- 2007 : Boog et Elliot minuit Bun Run de Jill Culton et Anthony Stacchi (en) : Bobbie (Georgia Engel)
- 2008 : Les Rebelles de la forêt 2 de Matthew O'Callaghan et Todd Wilderman : Bobbie (Georgia Engel)
- 2010 : Citrouille et Vieilles Dentelles, court métrage de Juliette Loubières : Madeleine, Rose et Blanche
- 2010 : Les Rebelles de la forêt 3 de Cody Cameron: Bobbie (Georgia Engel)
- 2012 : Tad l'explorateur : À la recherche de la cité perdue de Enrique Gato : Grand-mère

### Télévision

#### Téléfilms
- 1996 : Les oiseaux se cachent pour mourir : Les Années oubliées : Fee Cleary (Julia Blake)
- 1996 : Le Droit d'être mère : Clara Fox (Patricia Clay)
- 1999 : Alice au pays des merveilles : la Duchesse (Elizabeth Spriggs)

#### Séries télévisées
- 1990 à 2006 : Amour, Gloire et Beauté : Sally Spectra (Darlene Conley)
- 1999 à 2006 : Will et Grace : Bobbi Adler (Debbie Reynolds)
- 1999 : Sunset Beach : Patricia Steele (Susan Seaforth Hayes)
- 2009 à 2012 : The Middle : Tante Edie (Jeanette Miller (en))

#### Séries d'animation
- 1967-1968 : Le Petit Lion : Titus / Bérénice / Ceci (2e voix)
- 1968 : La Maison de Toutou : Zouzou
- 1976-1979 : Candy : Tom
- 1979-1980[c] : Lady Oscar : la grand-mère d'André (2e voix)
- 1983-1985 : Les Aventures de Charlie Brown et de Snoopy : Linus
- 1986 : Pollyanna : Durgin / Jamie / Delhia / Mme Bridget (voix de remplacement)
- 1986-1987 : Les Petits Malins : tante Jane (voix de remplacement)
- 1987 : Cathy la petite fermière : Mme Récola
- 1987 : Hello Kitty's Furry Tale Theater : Chip / Maman Kitty
- 1991 : Reporter Blues  : Léontine / Mme Calvignac /Pierrot
- 1995 : Marc et Marie  : Comtesse / Anna / Douéna (voix de remplacement)
- 2000 : Erika : Mina Tamura, Marie, Alexandra et voix additionnelles

## Discographie
- Chants de la France de Joseph Canteloube, avec Lucie Dolène et Joseph Canteloube (piano) - L'Oiseau-lyre, 1950[7] ; rééd. Decca 2019
- Chants d'Auvergne et d'Angoumois de Joseph Canteloube, avec Lucie Dolène et Joseph Canteloube (piano) - Ducretet Thomson, 1952[8] ; rééd. Marianne Mélodie 2017
- Le Pays du sourire de Franz Lehár (version française), avec Renée Doria, Lucie Dolène, Tony Poncet, Henri Gui, Jésus Etcheverry (dir.) - Philips, 1957
- Lucie Dolène - Titres: Caroline (avec P. Cavalli et L. Dolène) - Qui, qui craque! (avec. Dutailly) - Sur la plage (avec G. Calvi et A. Maheux) - Croquemitoufle (avec G. Bécaud, P. Delanoë et L. Amade). 45 T.m. PHILIPS Minigroove. MEDIUM 432.282 BE

Sa version de la chanson Docteur Miracle[Laquelle ?] a été filmée pour Télé-Luxembourg en 1958 et est visible dans le volume 7 des dvds de la série qui rend hommage aux « téléchansons » de l'époque[réf. nécessaire].

## Distinction
- 2017 :  Chevalier de l'ordre des Arts et des Lettres